# Stati per forma di governo
Questa voce presenta un elenco dei vari paesi del mondo in base al proprio sistema di governo, corredandolo con una mappa politica dei diversi Stati.

## Mappa politica dei governi nel mondo
Legenda a colori delle forme di governo:

     Repubblica parlamentare
     Repubblica parlamentare mista
     Repubblica presidenziale
     Repubblica direttoriale oppure Repubblica presidenziale mista
     Repubblica semipresidenziale
     Teocrazia
     Monarchia parlamentare
     Monarchia costituzionale
     Monarchia assoluta
     Monopartitismo
     Giunta militare
     Ordinamento frammentato, incerto o provvisorio (es. Governo provvisorio)
     Territori dipendenti e/o non autonomi o ancora senza stato
Si noti che diversi Stati definiti secondo un certo schema dalla propria costituzione sono in realtà ampiamente riconosciuti essere, nei fatti, Stati completamente diversi secondo l’opinione di vari osservatori internazionali. Ciononostante, questo grafico si propone di rappresentare esclusivamente la forma di governo de iure e non l’effettiva distribuzione del potere de facto.

## Repubbliche

### Repubbliche presidenziali

#### Repubbliche presidenziali pure
Nel sistema presidenziale il potere esecutivo si concentra nella figura del presidente, che è sia il capo dello Stato che il capo del governo.

##### Sistemi presidenziali senza il primo ministro
- Angola
- Argentina
- Benin
- Bolivia
- Brasile
- Burundi
- Cile
- Colombia
- Comore
- Costa Rica
- Cipro
- Rep. Dominicana
- Ecuador
- El Salvador
- Gabon[6]
- Gambia
- Ghana
- Guatemala
- Honduras
- Indonesia
- Iran[7]
- Kenya
- Liberia
- Malawi
- Maldive
- Messico
- Nicaragua (diarchia)
- Nigeria
- Palau[6]
- Panama
- Paraguay
- Filippine[6]
- Senegal
- Seychelles
- Sierra Leone
- Sudan del Sud
- Stati Uniti
- Turchia
- Turkmenistan
- Uruguay
- Venezuela
- Zambia
- Zimbabwe

##### Sistemi presidenziali con il primo ministro
- Bielorussia
- Rep. Centrafricana
- Camerun
- Corea del Sud
- Costa d'Avorio
- Gibuti
- Guinea Equatoriale
- Guyana
- Kirghizistan
- Perù
- Ruanda
- Tagikistan
- Tanzania
- Togo
- Tunisia
- Uganda
- Uzbekistan

### Repubbliche presidenziali miste
Si tratta di repubbliche presidenziali in cui il capo dello Stato viene eletto dal parlamento (potendo anche farvi parte), ma senza dipendere da esso successivamente.
- Micronesia

### Repubbliche semipresidenziali
Nel sistema semipresidenziale la carica di presidente è distinta da quella di capo del governo, ma rispetto a una repubblica parlamentare il presidente esercita poteri più sostanziali di quelli di un capo di Stato parlamentare.
- Azerbaigian
- Algeria
- Ciad
- Rep. del Congo
- RD del Congo
- Egitto
- Francia
- Guinea-Bissau
- Kazakistan
- Lituania
- Madagascar
- Mauritania
- Mongolia
- Mozambico
- Namibia
- Palestina
- Polonia
- Portogallo
- Romania
- Russia
- São Tomé e Príncipe
- Sri Lanka
- Taiwan
- Timor Est
- Ucraina

### Repubbliche parlamentari

#### Repubbliche parlamentari pure
Nella repubblica parlamentare il governo, che detiene il potere esecutivo, è l'espressione della maggioranza del parlamento, da cui deve ricevere la fiducia, mentre il presidente della repubblica svolge prevalentemente una funzione di rappresentanza e di garanzia.
- Albania
- Armenia
- Austria
- Barbados
- Bosnia ed Erzegovina
- Bulgaria
- Capo Verde
- Croazia
- Dominica
- Estonia
- Etiopia
- Figi
- Finlandia
- Georgia
- Germania
- Grecia
- India
- Iraq
- Irlanda
- Islanda
- Israele
- Italia[8]
- Lettonia
- Libano
- Macedonia del Nord
- Malta
- Mauritius
- Moldavia
- Montenegro
- Nepal
- Pakistan
- Rep. Ceca
- San Marino (diarchia)[9]
- Serbia
- Singapore
- Slovacchia
- Slovenia
- Somalia
- Trinidad e Tobago
- Ungheria
- Vanuatu

#### Repubbliche parlamentari miste
Si tratta di repubbliche parlamentari in cui il capo dello Stato viene eletto dal parlamento (o comunque da esso dipende) e svolge anche le funzioni di capo del governo. Può fare parte della legislatura di riferimento.
- Botswana
- Isole Marshall
- Kiribati[10]
- Nauru
- Sudafrica
- Suriname

### Repubbliche direttoriali
Simili alle presidenziali miste, nel sistema direttoriale, tuttavia, è un organo collegiale a fungere congiuntamente da capo dello Stato e capo del governo. In aggiunta, esso non può neanche fare parte, dopo l’elezione, della legislatura di riferimento.
- Svizzera

## Monarchie

### Monarchie parlamentari[3]
Nella monarchia parlamentare il governo, che detiene il potere esecutivo, è l'espressione della maggioranza del parlamento, da cui deve ricevere la fiducia, mentre il sovrano ricopre soprattutto un ruolo cerimoniale.
- Andorra (principato)
- Antigua e Barbuda (reame del Commonwealth)
- Australia (reame del Commonwealth)
- Bahamas (reame del Commonwealth)
- Belgio
- Belize (reame del Commonwealth)
- Cambogia
- Canada (reame del Commonwealth)
- Danimarca
- Giamaica (reame del Commonwealth)
- Giappone (impero)
- Grenada (reame del Commonwealth)
- Isole Salomone (reame del Commonwealth)
- Lesotho
- Lussemburgo (granducato)
- Malaysia (federazione di sultanati e repubbliche)
- Norvegia
- Nuova Zelanda (reame del Commonwealth)
- Paesi Bassi
- Papua Nuova Guinea (reame del Commonwealth)
- Regno Unito (reame del Commonwealth)
- Saint Kitts e Nevis (reame del Commonwealth)
- Saint Vincent e Grenadine (reame del Commonwealth)
- Saint Lucia (reame del Commonwealth)
- Samoa
- Spagna
- Svezia
- Thailandia
- Tuvalu (reame del Commonwealth)

### Monarchie costituzionali[4]
Le monarchie costituzionali costituiscono un tipo di monarchie in cui la costituzione riconosce al sovrano poteri esecutivi.
- Bahrein
- Bhutan
- Giordania
- Kuwait (emirato)
- Liechtenstein (principato)
- Marocco
- Monaco (principato)
- Tonga

### Monarchie assolute
Le monarchie assolute sono esempi di monarchie in cui il potere del sovrano è illimitato.
- Arabia Saudita
- Brunei (sultanato)
- Città del Vaticano (teocrazia)[11]
- Emirati Arabi Uniti (federazione di emirati)[12]
- Oman (sultanato)
- Qatar (emirato)
- eSwatini

## Monopartitismo
Solitamente, in regime di monopartitismo è rappresentato uno Stato, dai contorni non sempre certi in tema di forma di governo effettiva, nel quale un solo partito politico può presentare i propri candidati alle elezioni o controllare direttamente le istituzioni, spesso per il tramite di un ulteriore organo direttivo interno (Politburo, Comitato centrale ecc… ed un Segretario generale).
- Cina (Repubblica socialista parlamentare a guida del Partito Comunista Cinese)
- Corea del Nord (Dittatura ereditaria socialista a guida del Partito del Lavoro di Corea)
- Cuba (Repubblica socialista semipresidenziale a guida del Partito Comunista di Cuba)
- Eritrea (Repubblica presidenziale a guida del Fronte Popolare per la Democrazia e la Giustizia)
- Laos (Repubblica socialista parlamentare a guida del Partito Rivoluzionario del Popolo Lao)
- Vietnam (Repubblica socialista parlamentare a guida del Partito Comunista del Vietnam)

## Stati con governi di transizione
Un governo di transizione è un governo di natura provvisoria, il cui compito è quello di ristabilire l'ordine in seguito al collasso (o alla grave compromissione) dell'apparato statale e di ricostruire un sistema legale, economico, sociale e territoriale stabile che possa permettere un ritorno ad una regolare funzione pubblica degli apparati nazionali. Può esistere in un coerente o preesistente contesto istituzionale (e dunque associarsi ad una forma di governo precisa), con le relative leggi, e/o essere la derivazione di una giunta militare (o rivoluzionaria) avviatasi progressivamente ad un processo di de-militarizzazione e/o di rinnovamento, con contorni più o meno incerti sulla forma di governo.
- Afghanistan (emirato de facto)
- Bangladesh
- Haiti
- Libia
- Siria
- Yemen

## Giunte militari
Una giunta militare è un governo guidato da un comitato di soli capi militari delle varie forze armate, non eletti o nominati ma solitamente arrivati al potere con un colpo di Stato.
- Birmania (dal 2021)
- Burkina Faso (dal 2022)
- Guinea (dal 2021)
- Mali (dal 2021)
- Niger (dal 2023)
- Sudan (dal 2021)

## Ulteriori caratteristiche sistematiche non-autonome

### Teocrazie
Tendenzialmente considerata come una categoria non autonoma, una teocrazia è uno Stato basato su una religione di Stato dove il Capo di Stato è stato selezionato da una qualche forma di gerarchia religiosa.
- Afghanistan (emirato - de facto, in quanto ancora disputata la legittimità delle autorità ed assente una costituzione effettiva, rimpiazzata dal Corano)
- Città del Vaticano (monarchia assoluta)
- Iran (repubblica presidenziale)

### Stato islamico
Tendenzialmente considerata come una categoria non autonoma, l’aggettivo di Stato islamico si associa ad altre forme di governo classiche e consiste in uno Stato dove la legislazione è almeno in parte stabilmente basata sulla legge e/o giurisprudenza islamica (Shari'a, Fiqh). Può esplicitarsi sia nella forma di una monarchia che di una repubblica islamica.

#### Repubbliche islamiche
- Iran (repubblica presidenziale teocratica)
- Mauritania (repubblica semipresidenziale)
- Pakistan (repubblica parlamentare)

#### Monarchie islamiche
- Arabia Saudita (monarchia assoluta)
- Bahrein (monarchia costituzionale)
- Emirati Arabi Uniti (monarchia assoluta)
- Oman (sultanato)
- Qatar (emirato)

### Stato socialista
Tendenzialmente considerata come una categoria non autonoma, l’aggettivo di Stato socialista (da non confondere con quello di stato sociale) si associa ad altre forme di governo classiche e consiste in uno Stato dove la legislazione e gli obiettivi del potere pubblico sono, almeno in parte (come nel caso di Cina e Vietnam, che hanno adottato limitate riforme di mercato) stabilmente basati sull’aspirazione al raggiungimento degli ideali del socialismo (finanche a tendere al comunismo) e, in base ai casi, delle sue relative declinazioni (marxismo-leninismo, maoismo, stalinismo…). Sorti sia in forma di monarchie (Grenada e, secondo alcuni, in parte Cambogia) che di repubbliche socialiste, oggi quest’ultime sono le uniche rimaste, con alcune modifiche dall’assetto classico in base al paese di riferimento.

#### Repubbliche socialiste
- Cina (Repubblica parlamentare a guida monopartitca del Partito Comunista Cinese)
- Corea del Nord (Dittatura ereditaria a guida monopartitca del Partito del Lavoro di Corea)
- Cuba (Repubblica semipresidenziale a guida monopartitca del Partito Comunista di Cuba)
- Laos (Repubblica parlamentare a guida monopartitca del Partito Rivoluzionario del Popolo Lao)
- Vietnam (Repubblica parlamentare a guida monopartitca del Partito Comunista del Vietnam)